# Décennie 1490 en architecture
| Années de l'architecture : 1487 - 1488 - 1489 - 1490 - 1491 - 1492 - 1493    |
| Décennies de l'architecture : 1460 - 1470 - 1480 - 1490 - 1500 - 1510 - 1520 |

Cet article présente les faits marquants de la décennie 1490 en architecture.

## Événements
- 14 avril 1494 : consécration de la cathédrale Notre-Dame de Munich[1].
- 29 janvier 1497 : lettres du roi Charles VIII pour recruter une équipe d'artisans et d'artistes italiens qui travaillent au château d'Amboise[2].

## Réalisations

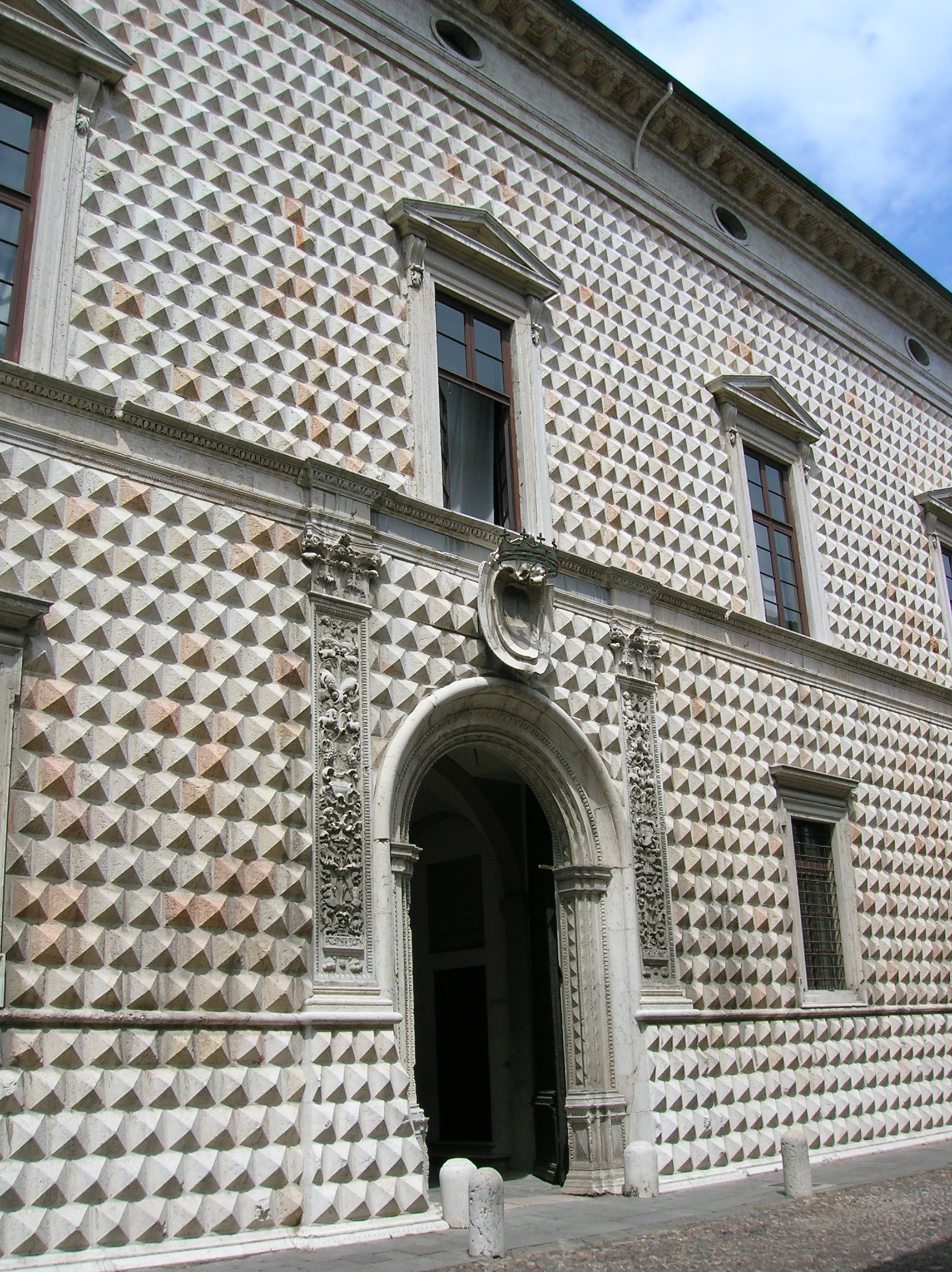
Le palais des diamants

- 1489-1504 : construction du palais Strozzi à Florence par Benedetto da Maiano, achevé par Simone del Pollaiolo et Giuliano da Sangallo[3].

- Vers 1490 : construction de la mosquée Bara Gumbad (en) à Delhi[4].
- 1492 : Diogo Boitaca est chargé de la construction de l’église du couvent de Jésus à Setúbal (Portugal), dans le style manuélin[5].
- 1492-1493 :  construction du Palazzo dei Diamanti (palais des diamants) à Ferrare par Biagio Rossetti[6].
- 1492-1498 : reconstruction du château d'Amboise par Charles VIII[7].
- 1492-1499 : à Milan, Bramante réalise le chœur de Sainte-Marie-des-Grâces, à plan central avec coupole[8].
- 1493 : construction du  tombeau de Bibi Jawindi à Uch Sharif au Pakistan[9].
- 1493-1502 : Benedikt Rejt construit la salle Vladislav, au château de Prague[10].
- 1494 : début de la construction du château d'Ételan au bord de la Seine à Saint-Maurice-d'Ételan[11].
- 1495 : le roi d'Éthiopie Naod fait construire l'église de Makana-Sellasié (Demeure de la Sainte Trinité). Sa mère l’impératrice Eléni édifie celle de Mertoula-Maryam (Tente de Marie), de plan occidental[12].
- 1495-1500 : construction de l'église Sainte-Anne de Vilnius[13].
- 1496-1503 : construction de l'église de la Toussaint de Wittemberg par Conrad Pflüger (en)[14].
- 1497 : construction du palais Felicini-Fibbia à Bologne[15].
- Vers 1497-1500 : construction de la façade du palais Corner Spinelli à Venise conçue par Mauro Codussi[16]. Elle introduit le style géométrique de la Renaissance à Venise
- 1498-1501 : extension du palais de Holyrood à Édimbourg[17].
- 1499 : construction du palais Contarini del Bovolo à Venise, avec son célèbre escalier hélicoïdal[18].

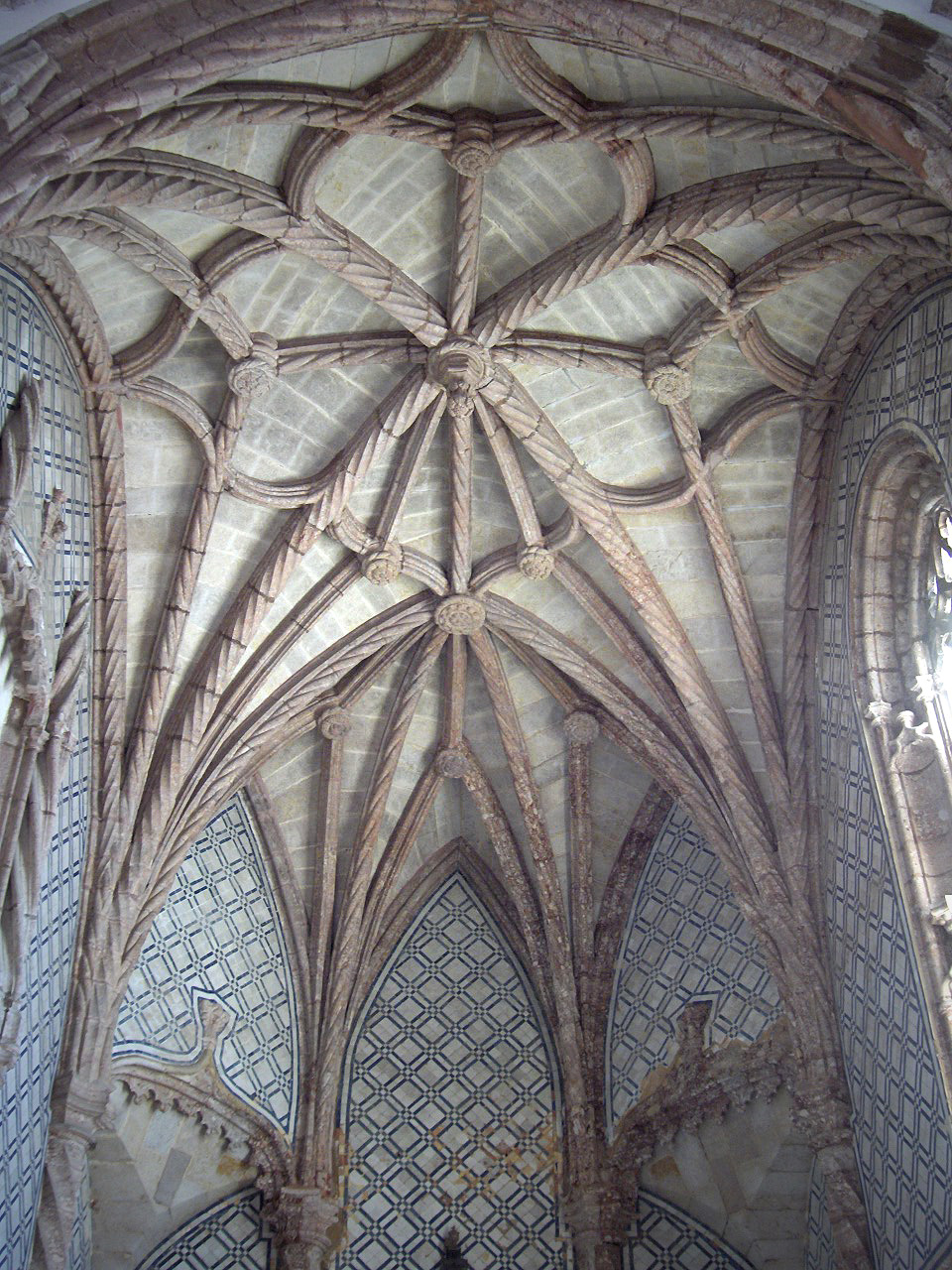
Voûte à nervures du chœur de l'église de Jésus de Setúbal
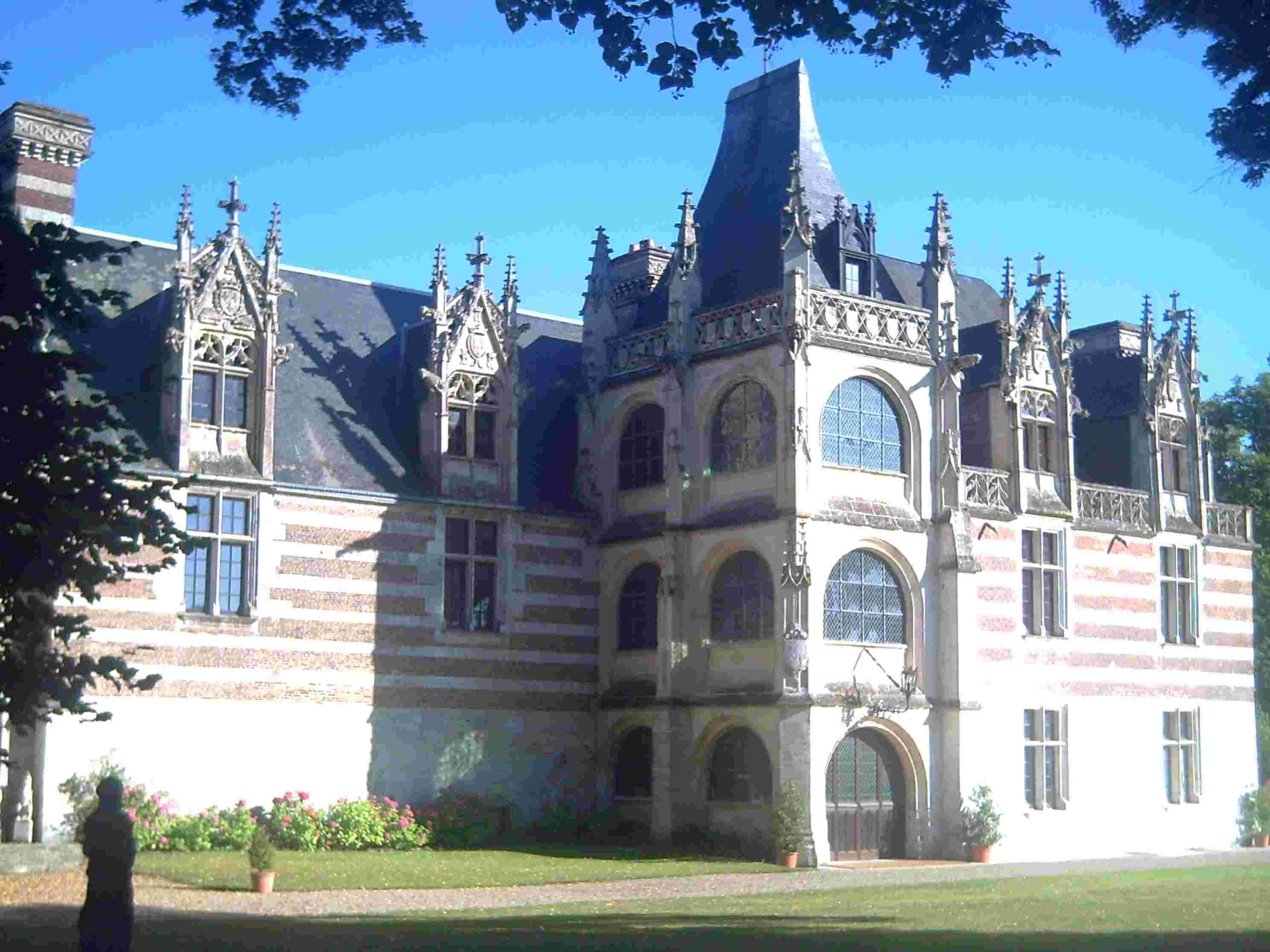
Château d'Ételan
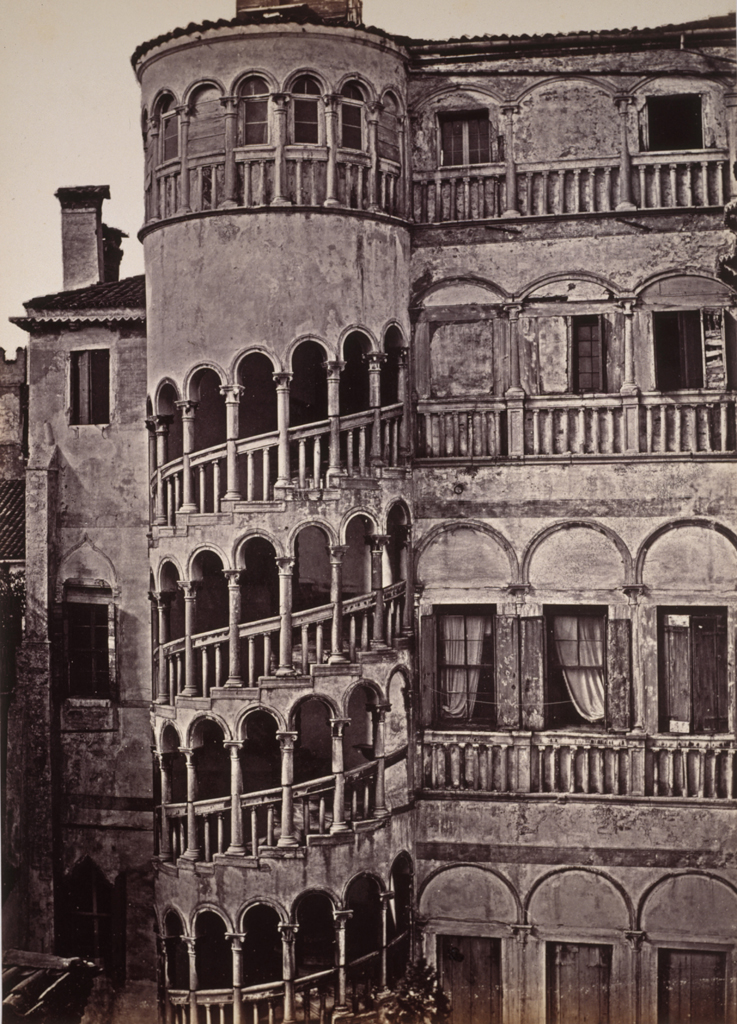
Palais Contarini del Bovolo vers 1850

## Naissances
- Vers 1495 : Diego de Siloé, architecte et sculpteur espagnol de la Renaissance († 1563)
- Vers 1499 : Giulio Romano († 1er novembre 1546)

## Décès
- 1490 : Giuliano da Maiano (° 1432)
- Vers 1494 : Luca Fancelli (né vers 1430)
- 27 mai 1497 : Benedetto da Maiano (° 1442)
- 1497 : Guillaume Pontifs